# Сове рибари
Сове рибари представљају групу сова из породице правих сова. Ове сове традиционално су смештене у род Scotopelia, али истраживања базирана на ДНК анализама указују да би оне требало да буду део рода Bubo.
Сове рибари је заједнички назив за следеће три врсте: